# Breitbart News
Breitbart News Network (известный обычно как Breitbart News, Breitbart.com или Breitbart) — американский ультраправый веб-сайт, публикующий новости, мнения и комментарии. Основан в 2007 году консервативным комментатором и предпринимателем Эндрю Брайтбартом, описывавшим сайт как «Huffington Post правых». Журналисты Breitbart News общепризнанно считаются идеологически предвзятыми, а содержимое сайта характеризуется как мизогинное, ксенофобное и расистское как либералами, так и традиционными консерваторами. Сайт известен публикацией ложной информации, поддержкой теорий заговора и наличием материалов, намеренно вводящих читателей в заблуждение.
Breitbart News присоединился к альтернативным правым под руководством бывшего председателя совета директоров Стива Бэннона, объявившего сайт «платформой альтернативных правых» в 2016 году. В 2016 году Breitbart News стал виртуальным «районом сбора» для сторонников президентской кампании Дональда Трампа. Менеджмент компании, вместе с бывшим сотрудником Майло Яннопулосом, брал идеи для историй и сотрудничал в продвижении идей неонацистских и белошовинистских групп и людей. После выборов более 2000 организаций перестали размещать рекламу на Breitbart News в результате активистских кампаний против спорных позиций сайта.
Штаб-квартира издания располагается в Лос-Анджелесе, с бюро в Техасе, Лондоне и Иерусалиме.

## История

### Breitbart.com
В августе 2010 года Брайтбарт рассказал Ассошиэйтед Пресс, что он «стремится к разрушению старой гвардии СМИ». Частью это задумки становится основание Breitbart.com — сайта, призванного стать «правым Хаффингтон Пост». После смерти Брайтбарта в 2012 году сайт сменил дизайн.

### Президентские выборы в США (2016)
В июле 2015 года издание Политико сообщило, что у Теда Круза «возможно налажено самое тесное взаимодействие с машиной Брайтбарта». В августе 2015 года BuzzFeed сообщил, что некоторые сотрудники «Брайтбарта» анонимно сообщили о заказном характере материалов касательно Дональда Трампа, вышедших на сайте. Руководство сайта заявило о непричастности.

## Популярность
Согласно отчёту Alexa.com, в январе 2017 года Breitbart News занимал 45-е место по трафику среди всех сайтов США, в январе 2018 года он занимал уже 243-ю позицию.